# Dungeons & Dragons (serie animata)
Dungeons & Dragons è una serie televisiva animata statunitense basata sul gioco di ruolo fantasy Dungeons & Dragons. È stata prodotta da Marvel Productions e Tactical Studies Rules, con le animazioni che sono state affidate alla giapponese Toei Animation.
Alcuni dei personaggi presentati nel cartone animato erano già presenti o appariranno successivamente in manuali di espansione del gioco (per esempio nel modulo geografico Gazetteer 4 - The Kingdom of Ierendi, ambientato su Mystara) e linee di giocattoli o videogiochi ispirati a Dungeons & Dragons, pur senza nessun collegamento esplicito con gli avvenimenti del cartone. La serie ebbe un notevole successo in Brasile, dove è replicata ininterrottamente dalla metà degli anni ottanta.
La proprietà della serie è passata alla Disney nel 2001, quando la Disney ha acquisito Fox Kids Worldwide, che include anche Marvel Productions. La serie non è disponibile su Disney+.

## Trama
L'introduzione è mostrata nella sigla iniziale, in cui un gruppo di adolescenti si ritrova al Luna Park dove decide di entrare in un'attrazione che ha per tema il gioco Dungeons & Dragons e da qui finiscono in un mondo fantasy simile a quello delle ambientazioni del gioco. I giovani si ritrovano vestiti con abiti e accessori tipici di alcune classi del gioco (cavaliere, ladro, mago, acrobata, barbaro, ranger) e vengono dotati dal Dungeon Master di alcuni oggetti magici in grado di aiutarli nel loro nuovo "ruolo" e nel primo scontro con i cattivi del cartone, ovvero il demone Venger e il drago policefalo Tiamat.
Durante la storia i personaggi cercheranno informazioni sul modo per poter tornare nel loro mondo, aiutati nella loro missione da un cucciolo di unicorno e dalle (a volte ambigue) missioni dategli dal Dungeon Master.

## Personaggi
| Personaggio       | Doppiatore originale | Doppiatore italiano |
| ----------------- | -------------------- | ------------------- |
| Hank il ranger    | Willie Aames         | Fabrizio Pucci      |
| Eric il cavaliere | Don Most             | Andrea Ward         |
| Sheila la ladra   | Katie Leigh          | Monica Ward         |
| Presto il mago    | Adam Rich            | Daniele Carnini     |
| Diana l'acrobata  | Tonia Gayle Smith    | Claudia Razzi       |
| Bobby il barbaro  | Teddy Field III      | Ilaria Stagni       |
| Dungeon Master    | Sidney Miller        | Gianfranco Bellini  |
| Venger            | Peter Cullen         | Paolo Poiret        |
| Tiamat            | Frank Welker         |                     |

## Episodi

### Prima stagione
| n° | Titolo originale                | Titolo italiano | Prima TV USA      | Prima TV Italia |
| -- | ------------------------------- | --------------- | ----------------- | --------------- |
| 1  | The Night of No Tomorrow        |                 | 17 settembre 1983 | 6 gennaio 1986  |
| 2  | The Eye of the Beholder         |                 | 24 settembre 1983 |                 |
| 3  | The Hall of Bones               |                 | 1º ottobre 1983   |                 |
| 4  | Valley of the Unicorns          |                 | 8 ottobre 1983    |                 |
| 5  | In Search of the Dungeon Master |                 | 15 ottobre 1983   |                 |
| 6  | Beauty and the Bogbeast         |                 | 22 ottobre 1983   |                 |
| 7  | Prison Without Walls            |                 | 29 ottobre 1983   |                 |
| 8  | Servant of Evil                 |                 | 5 novembre 1983   |                 |
| 9  | Quest of the Skeleton Warrior   |                 | 12 novembre 1983  |                 |
| 10 | The Garden of Zinn              |                 | 19 novembre 1983  |                 |
| 11 | The Box                         |                 | 26 novembre 1983  |                 |
| 12 | The Lost Children               |                 | 3 dicembre 1983   |                 |
| 13 | P-R-E-S-T-O Spells Disaster     |                 | 10 dicembre 1983  |                 |

### Seconda stagione
| n°   | Titolo originale              | Titolo italiano | Prima TV USA      | Prima TV Italia |
| ---- | ----------------------------- | --------------- | ----------------- | --------------- |
| 1-14 | The Girl Who Dreamed Tomorrow |                 | 8 settembre 1984  |                 |
| 2-15 | The Treasure of Tardos        |                 | 15 settembre 1984 |                 |
| 3-16 | City at the Edge of Midnight  |                 | 22 settembre 1984 |                 |
| 4-17 | The Traitor                   |                 | 29 settembre 1984 |                 |
| 5-18 | Day of the Dungeon Master     |                 | 6 ottobre 1984    |                 |
| 6-19 | The Last Illusion             |                 | 13 ottobre 1984   |                 |
| 7-20 | The Dragon's Graveyard        |                 | 20 ottobre 1984   |                 |
| 8-21 | Child of the Stargazer        |                 | 27 ottobre 1984   |                 |

### Terza stagione
| n°   | Titolo originale                 | Titolo italiano | Prima TV USA      | Prima TV Italia |
| ---- | -------------------------------- | --------------- | ----------------- | --------------- |
| 1-22 | The Dungeon at the Heart of Dawn |                 | 14 settembre 1985 |                 |
| 2-23 | The Time Lost                    |                 | 21 settembre 1985 |                 |
| 3-24 | Odyssey of the 12th Talisman     |                 | 28 settembre 1985 |                 |
| 4-25 | Citadel of Shadow                |                 | 12 ottobre 1985   |                 |
| 5-26 | Cave of the Fairie Dragons       |                 | 9 novembre 1985   |                 |
| 6-27 | The Winds of Darkness            |                 | 7 dicembre 1985   |                 |

Un 28º episodio, dal titolo Requiem, è stato scritto ma non animato. Questo episodio, a detta dello sceneggiatore Michael Reaves, doveva servire da chiusura della stagione (scelta atipica per le serie animate del tempo) ed eventualmente aprire la strada ad una quarta stagione (poi non realizzata per i problemi finanziari della TSR) in cui i protagonisti erano meno legati ai loro oggetti magici.

## Home video
La serie è stata distribuita per il mercato home video in DVD, ma limitatamente alla regione 1 (dalla BCI Eclipse nei primi anni 2000 e da Mill Creek Entertainment nel 2009) e 2 (nel Regno Unito nei primi anni 2000 sotto licenza della 20th Century Fox e, in edizione solo francofona col titolo Le Sourire du dragon, in Francia dalla Déclic Images nel 2005.